# 楊表 (明朝)
楊表（？—？年），字汝忠，福建漳州府龍溪縣人，軍籍。明朝政治人物。

## 生平
正德五年（1510年）庚午科福建乡试舉人，九年（1514年）甲戌科二甲第六十七名進士，授南京户部主事，监管凤阳仓，升员外、郎中，督赋湖广。擢知长沙、雷州二府，升浙江盐运使，嘉靖十四年（1535年）六月升广西右参政，丁忧归乡。